# مازیار میری

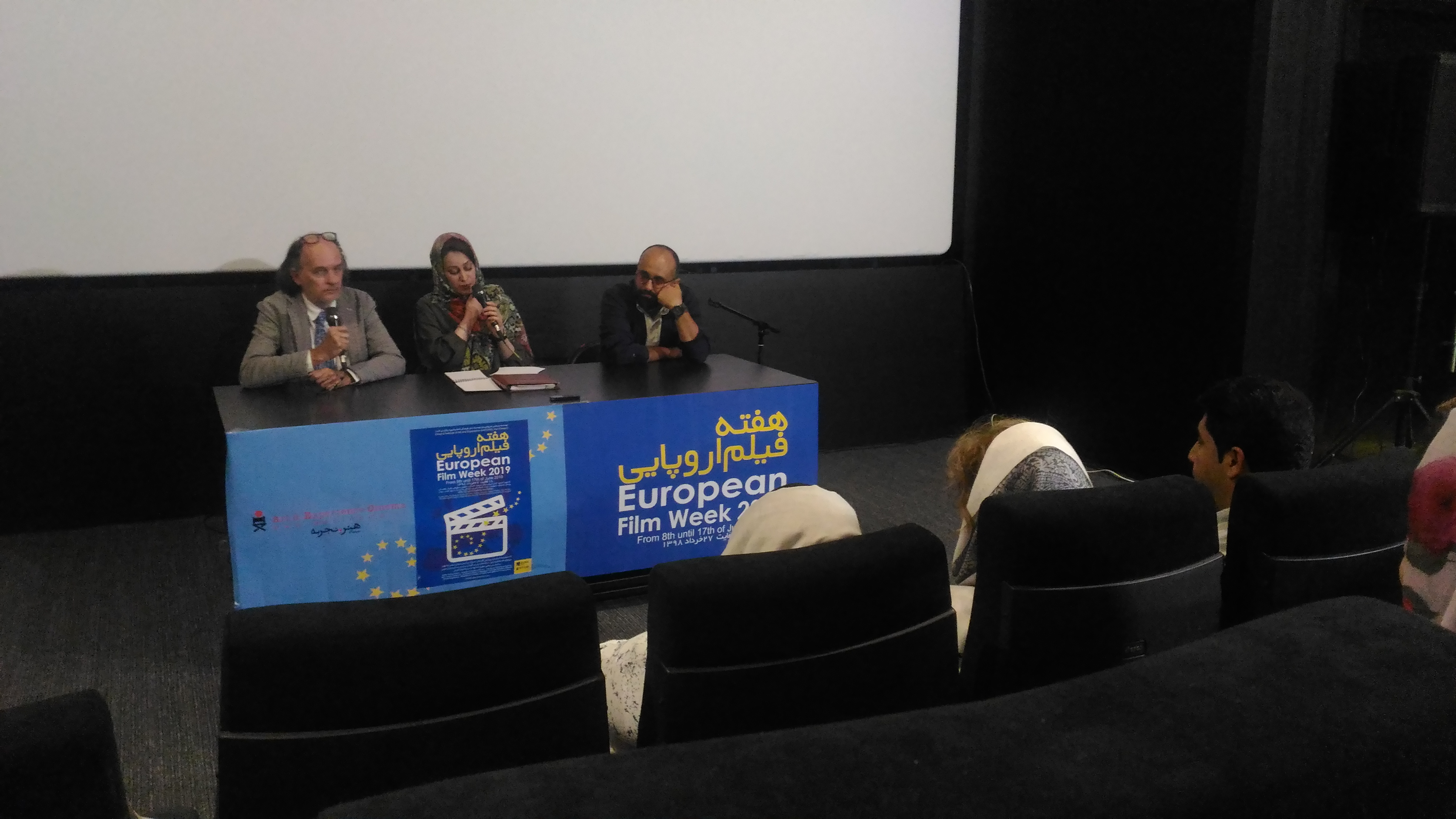
ژان ون دیولد و مازیار میری در هفته فیلم اروپایی - پردیس سینمایی سیتی سنتر اصفهان

مازیار میری (زاده ۱۳ بهمن ۱۳۵۲ در تهران، محله دربند) کارگردان، تدوین‌گر و مجری طرح ایرانی است. میری نخستین فیلم بلند سینمایی‌اش قطعه ناتمام را در سال ۱۳۷۹ ساخت. قطعه ناتمام، به‌آهستگی، کتاب قانون، سعادت‌آباد و حوض نقاشی در ژانر درام _ اجتماعی از آثار قابل توجه او هستند که جوایز متعددی را برای کارگردانی آنها دریافت کرد. از مهم‌ترین آنها می‌توان به نامزدی جایزه گوی بلورین جشنواره فیلم کارلووی واری اشاره کرد. میری در هفدهمین و هشتمین دوره جشن خانه سینما به عنوان مدیر اجرایی فعال بود.

## زندگی
مازیار میری در 13 بهمن 1352 در تهران به دنیا آمد و دانشکده صدا و سیما در رشتهٔ تدوین تحصیل کرد. از ۱۳۷۵ با کارگردانی فیلم کوتاه فعالیت سینمایی خود را آغاز کرد. نخستین فیلم بلند سینمایی اش  «قطعه ناتمام» در سال 1379 ساخت. او در حال حاضر به سرطان ریه مبتلاست.

## آثار و فعالیت‌ها

### کارگردانی
- ۱۴۰۲ - شریک جرم (مجموعه نمایش خانگی)
- ۱۴۰۰ - خسوف (مجموعه نمایش خانگی)
- ۱۳۹۷ - هیئت مدیره (مجموعه تلویزیونی)
- ۱۳۹۵ - سارا و آیدا - همچنین تهیه‌کننده
- ۱۳۹۴ - گاهی به پشت سر نگاه کن (مجموعه تلویزیونی)
- ۱۳۹۱ - حوض نقاشی
- ۱۳۹۰ - فرات (مجموعه تلویزیونی)
- ۱۳۸۹ - سعادت‌آباد
- ۱۳۸۸ - گاوصندوق (مجموعه تلویزیونی)
- ۱۳۸۷ - کتاب قانون (فیلم)
- ۱۳۸۵ - پاداش سکوت
- ۱۳۸۴ - به‌آهستگی
- ۱۳۷۹ - قطعه ناتمام

### تدوین
- ۱۳۹۴ -  یک روز به‌خصوص
- ۱۳۸۶ - آن مرد آمد
- ۱۳۸۴ - به همین سادگی
- ۱۳۸۱ - جوجه اردک من

## جوایز
- نامزد جایزه حافظ بهترین فیلم و بهترین کارگردان از چهاردهمین جشن دنیای تصویر - حوض نقاشی ۱۳۹۳
- برنده جایزه بهترین فیلم از دومین جشنواره فیلم شارجه - حوض نقاشی ۲۰۱۴
- برنده جایزه بزرگ یونسکو از هفتمین دوره جوایز آسیا پاسیفیک - حوض نقاشی ۲۰۱۳
- سیمرغ بهترین فیلم از نگاه تماشاگران در سی و یکمین جشنواره فیلم فجر - حوض نقاشی ۱۳۹۱
- برنده جایزه ویژه داوران از جشن تهیه‌کنندگان سینمای ایران - سعادت آباد ۱۳۹۰
- نامزد جایزه بهترین فیلم از دوره پانزدهم جشن خانه سینما - سعادت آباد ۱۳۹۰
- نامزد جایزه بهترین فیلم آسیایی جشنواره بین‌المللی فیلم توکیو - کتاب قانون ۲۰۰۹
- کاندید جایزه بهترین کارگردانی از دوره یازدهم جشن خانه سینما - پاداش سکوت ۱۳۸۶
- برنده جایزه فیپرشی و جایزه بزرگ جشنواره بین‌المللی فیلم فریبورگ - به آهستگی ۲۰۰۶
- نامزد جایزه ستاره طلایی جشنواره بین‌المللی فیلم مراکش - به آهستگی ۲۰۰۶
- نامزد جایزه بهترین نگاه جشنواره فیلم تایپه - به آهستگی ۲۰۰۶
- دیپلم افتخار بهترین کارگردانی از بخش بین‌الملل نوزدهمین جشنواره فیلم فجر - قطعه ناتمام ۱۳۷۹
- برنده جایزه فیپرشی جشنواره فیلم داکا - قطعه ناتمام ۲۰۰۲
- نامزد جایزه جریان نو جشنواره بین‌المللی فیلم پوسان - قطعه ناتمام ۲۰۰۱